# Jacinto João
Pour les articles homonymes, voir João.
Jacinto João est un footballeur portugais né le 25 janvier 1944 à Luanda en Angola portugais et mort le 29 octobre 2004 à Setúbal. Il évoluait au poste d'ailier gauche.

## Biographie

### En club
Jacinto João est un joueur important dans l'histoire du Vitória Setúbal, puisqu'il passe un total de 13 saisons au club,.
Il dispute avec cette équipe un total de 269 matchs en première division portugaise, inscrivant 58 buts. Il réalise sa meilleure performance lors de la saison 1976-1977, où il inscrit 12 buts en championnat. Son équipe se classe deuxième du championnat en 1972, terminant dix points derrière le Benfica, mais avec deux points d'avance sur le Sporting.
Il remporte la Coupe du Portugal avec le Vitória Setúbal en 1967,.

### En équipe nationale
International portugais, il reçoit 10 sélections en équipe du Portugal entre 1968 et 1974, pour 2 buts marqués.
Il joue son premier match en équipe nationale le 27 octobre 1968 dans le cadre des qualifications pour la Coupe du monde 1970 contre la Roumanie (victoire 3-0 à Oeiras). Il marque un but lors de cette rencontre. 
Il marque son deuxième et dernier but en sélection contre le Danemark le 14 octobre 1970, dans le cadre des qualifications pour l'Euro 1972 (victoire 1-0 à Copenhague). 
Son dernier match a lieu le 3 avril 1974 en amical contre l'Angleterre (match nul 0-0 à Lisbonne).

## Palmarès
Avec le Vitória Setúbal :
- Vice-champion du Portugal en 1972
- Vainqueur de la Coupe du Portugal en 1967
- Finaliste de la Coupe du Portugal en 1968